# Aziza Siddiqui
Aziza Siddiqui (in pashtu عزيزه صديقي‎; 1983 circa) è un'attivista afghana.
È stata coordinatrice per i diritti delle donne con l'ONG afghana ActionAid, conducendo ricerche sulla situazione delle donne afgane nelle aree rurali ed educandole sui loro diritti, nonché organizzando corsi di formazione sul processo decisionale, nonostante fosse stata personalmente minacciata per il suo lavoro.
Nata in Afghanistan, si è trasferita in Pakistan all'età di otto anni a causa della guerra, ma è tornata in patria nel 2003 per battersi a favore dei diritti delle donne. Nel 2007 ha ricevuto l'International Women of Courage Award e, a causa della sua fama, non è stata in grado di tornare in sicurezza in Afghanistan dopo aver ritirato il premio, ottenendo così asilo negli Stati Uniti.
Nel 2008 ha iniziato a lavorare come assistente sociale per la Bi-lingual International Assistant Services (BIAS), che assiste anziani e disabili immigrati, richiedenti asilo e rifugiati. Nel 2009 ha ricevuto il premio "Persona straordinaria dell'anno" da Gitana Productions, che promuove la diversità attraverso le arti e l'educazione artistica.